# Monoxenus
Monoxenus is een kevergeslacht uit de familie van de boktorren (Cerambycidae). De wetenschappelijke naam werd gepubliceerd in 1893 door Kolbe.

## Soorten
Monoxenus omvat de volgende soorten:
- Monoxenus bicristatus Breuning, 1939
- Monoxenus bispinosus (Jordan, 1894)
- Monoxenus horridus (Hintz, 1911)
- Monoxenus lujae (Hintz, 1911)
- Monoxenus tridentatus (Aurivillius, 1903)
- Monoxenus aethiopicus (Müller, 1941)
- Monoxenus ardoini Breuning, 1958
- Monoxenus balteatus (Aurivillius, 1903)
- Monoxenus balteoides Breuning, 1939
- Monoxenus bicarinatus Breuning, 1942
- Monoxenus bufoides Jordan, 1894
- Monoxenus declivus Hintz, 1911
- Monoxenus elevatus (Aurivillius, 1928)
- Monoxenus elongatus Breuning, 1939
- Monoxenus flavescens Breuning, 1939
- Monoxenus fuliginosus (Gahan, 1898)
- Monoxenus infraflavescens Breuning, 1949
- Monoxenus insularis Breuning, 1939
- Monoxenus kaboboanus Breuning, 1961
- Monoxenus kenyensis Breuning, 1940
- Monoxenus mambojae Breuning, 1973
- Monoxenus multispinosus Breuning, 1939
- Monoxenus multituberculatus Breuning, 1942
- Monoxenus nigrofasciaticollis Breuning, 1967
- Monoxenus nigrovitticollis Breuning, 1956
- Monoxenus nodosoides Breuning, 1939
- Monoxenus nodosus (Hintz, 1916)
- Monoxenus plurituberculatus Breuning, 1956
- Monoxenus ruandae Breuning, 1955
- Monoxenus spinosus Breuning, 1939
- Monoxenus strandi Breuning, 1939
- Monoxenus teocchii Breuning, 1970
- Monoxenus turrifer (Aurivillius, 1914)
- Monoxenus unispinosus Breuning, 1939
- Monoxenus werneri Teocchi, Sudre & Jiroux, 2010
- Monoxenus spinator Kolbe, 1893